# The Falling Man

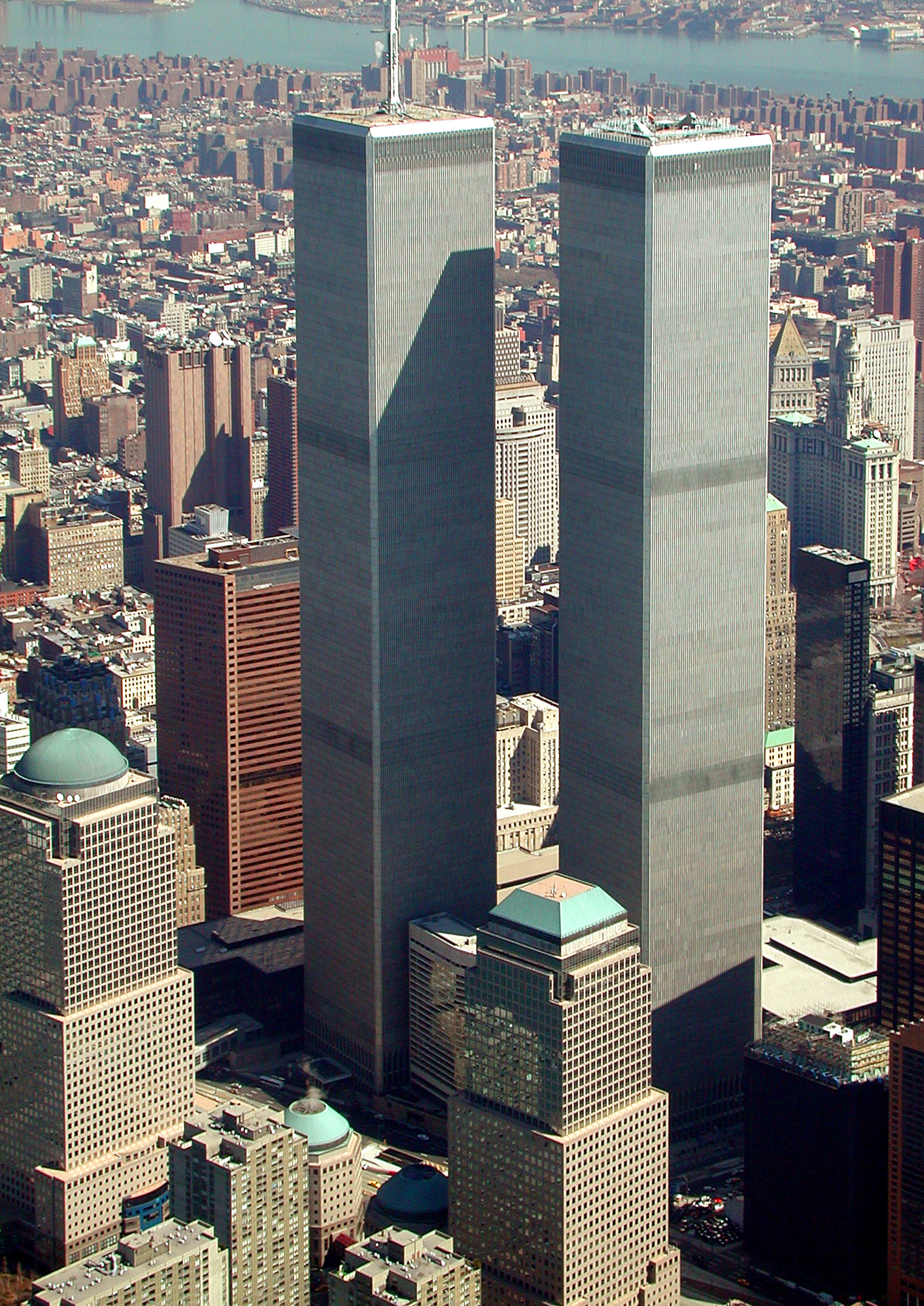
Die Türme des World Trade Centers im Frühjahr 2001

The Falling Man ist der Titel einer Aufsehen erregenden Aufnahme des Fotografen Richard Drew.
Das Bild wurde am 11. September 2001 um 9:41:15 Uhr (Eastern Daylight Time) in New York City aufgenommen und zeigt einen Mann, der sich während der Terroranschläge am 11. September 2001 aus dem World Trade Center stürzt. Dieser Mann war einer von etwa 200 Menschen, die in oberhalb der Einschläge liegenden Stockwerken des WTC gefangen waren und entweder unter der Einwirkung des Feuers verzweifelt in die Tiefe sprangen oder beim Versuch, sich zu retten, abstürzten.
Am 5. September 2006 zeigte der deutsche Fernsehsender RTL II in der Reihe „Schicksalsschläge“ 11. September 2001 – Sprung in den Tod (Original 9/11: The Falling Man), eine Dokumentation über die Entstehung dieses Fotos. Richard Drew kam nach intensiven Recherchen, auch mit Hilfe der Familie des Opfers, zu dem Schluss, dass der Mann auf diesem Foto mit großer Wahrscheinlichkeit der Toningenieur Jonathan Briley ist. Dieser hatte im Restaurant Windows on the World im obersten Stockwerk des Nordturms gearbeitet.
Das Foto, eines aus einer Serie von Bildern von dem Sprung, hat nach seiner Veröffentlichung zu heftigen Reaktionen geführt. Vor allem in den USA wurde den Zeitungen sowie dem Fotografen vorgeworfen, nur den Voyeurismus der Leser befriedigen zu wollen und die Privatsphäre des Mannes zu verletzen. Das Bild wurde deshalb in vielen Publikationen nur ein einziges Mal veröffentlicht und daraufhin, wegen Selbstzensur der Medien, zurückgehalten.
Drew selbst sagte zu der Kritik sinngemäß: „An den Reaktionen sieht man, wie wichtig das Bild ist. Ich habe nicht den Tod eines Menschen fotografiert, sondern einen Augenblick im Leben dieses Mannes. Er hat eine Entscheidung getroffen, und ich habe diese im Bild festgehalten.“
Don DeLillo befasste sich in seinem 2007 erschienenen Roman Falling Man mit den Folgen der Terroranschläge vom 11. September 2001. In diesem Roman ist „Falling Man“ der Künstlername eines Performance-Künstlers, der in der Position des realen Falling Man gesichert von verschiedenen erhöhten Punkten in New York springt.